# ديفيد جايسون
ديفيد جايسون (بالإنجليزية: Sir David John White)‏ هو كاتب سير ذاتية وممثل بريطاني، ولد في 2 فبراير 1940 في المملكة المتحدة.

## وصلات خارجية
- ديفيد جايسون على موقع IMDb (الإنجليزية)
- ديفيد جايسون على موقع ألو سيني (الفرنسية)
- ديفيد جايسون على موقع ميوزك برينز (الإنجليزية)
- ديفيد جايسون على موقع أول موفي (الإنجليزية)
- ديفيد جايسون على موقع قاعدة بيانات الأفلام السويدية (السويدية)
- ديفيد جايسون على موقع إن إن دي بي (الإنجليزية)
- ديفيد جايسون على موقع ديسكوغز (الإنجليزية)
- ديفيد جايسون على موقع قاعدة بيانات الفيلم (الإنجليزية)
- ديفيد جايسون على موقع كينوبويسك (الروسية)